# Aleksander Knavs
Aleksander Knavs (Maribor, 5 dicembre 1975) è un ex calciatore sloveno, di ruolo difensore.